# Operacja „Nowy rok”
Operacja „Nowy rok” (ros. Операция «С Новым годом!») – rosyjska komedia z 1996 roku w reżyserii Aleksandra Rogożkina. Sequel kultowego filmu Osobliwości narodowego polowania (1995).

## Fabuła
W przededniu Nowego Roku na oddziale ortopedii pogotowia spotyka się kilkunastu poszkodowanych, w tym generał, aktorzy i biznesmen. Przyjazd biznesmena powoduje, że w budynku pogotowia pojawiają się trunki i zakąski. Do imprezy dołączają pacjentki z oddziału kobiecego. Zdjęcia realizowano w szpitalu im. Botkina w Petersburgu.

## Główne role
- Alieksiej Bułdakow jako generał Iwołgin
- Siemion Strugaczow jako aktor Lew Sołowiejczik
- Wiktor Byczkow jako aktor Kuzmiczew
- Siergiej Gusinski jako sierżant Siemionow
- Andriej Krasko jako Andriej Epsztejn
- Aleksandr Łykow jako biznesmen Losza
- Jekatierina Dronowa jako Lena, żona Loszy
- Siergiej Makowiecki jako pacjent
- Siergiej Ruskin jako pisarz Siergiej Olegowicz
- Siergiej Sielin jako milicjant
- Leonid Jarmolnik jako Mawecki
- Aleksandr Aleksandrow
- Aleksandr Połowcew jako pierwszy Brat Krulje
- Alieksiej Połujan jako drugi Brat Krulje
- Irina Osnowina
- Kiriłł Uljanow